# Karl Josef Romer
Dom Karl Josef Romer (Benken, 8 de julho de 1932) é um bispo católico suíço. Foi bispo-auxiliar do Rio de Janeiro e é secretário emérito do Pontifício Conselho para a Família no Vaticano.

## Biografia
Dom Romer cursou a faculdade de Filosofia entre os anos de 1950 a 1952 em Appenzell; Teologia em Innsbruck e Munique, de 1952 de 1957. Obteve o doutorado em Teologia Dogmática na Pontifícia Universidade Gregoriana em Roma. Cursou especialização em Pedagogia Religiosa.
Foi ordenado sacerdote do dia 2 de março de 1958, em Sankt Gallen. De 1958 a 1961 foi pároco em Sargas e em Sankt Gallen, de 1961 a 1964. Posteriormente foi enviado como sacerdote Fidei Donum para a Arquidiocese de São Salvador da Bahia, onde foi pároco, responsável pela formação dos catequistas e professor da Universidade Católica do Salvador, no Instituto de Teologia, de 1965 a 1971. Também foi professor na Pontifícia Universidade Católica do Rio de Janeiro, de 1972 a 1974.
No dia 28 de outubro de 1975 o Papa Paulo VI o nomeou bispo titular de Columnata e auxiliar da Arquidiocese do Rio de Janeiro. Foi ordenado bispo no dia 12 de dezembro do mesmo ano pelo Cardeal Eugênio Sales. Como bispo auxiliar, foi responsável arquidiocesano da Pastoral Vocacional e pelos Seminários; diretor da faculdade de Filosofia da Arquidiocese; diretor do Instituto Superior de Direito Canônico; presidente da Comissão Arquidiocesana de Doutrina e responsável pelo vicariato para a vida religiosa feminina.
Publicou inúmeros artigos de teologia em revistas especializadas, além de ter sido presidente da Edição Brasileira da Revista Communio. Dom Romer foi membro da Comissão Episcopal Pastoral para a Doutrina da Fé da CNBB e foi Presidente do Regional Leste 1 da CNBB, de 1998 a 2002.
Teve papel de destaque na preparação do 2º Encontro Mundial das Famílias ocorrido em outubro de 1997 na cidade do Rio de Janeiro com a presença do Papa. No dia 13 de abril de 2002 o Papa João Paulo II o nomeou secretário do Pontifício Conselho para a Família no Vaticano,  cargo que ocupou até 10 de novembro de 2007, quando o Papa Bento XVI aceitou o seu pedido de renúncia por ter alcançado o seu limite de idade. 